# Liste der Stolpersteine in Solingen-Mitte

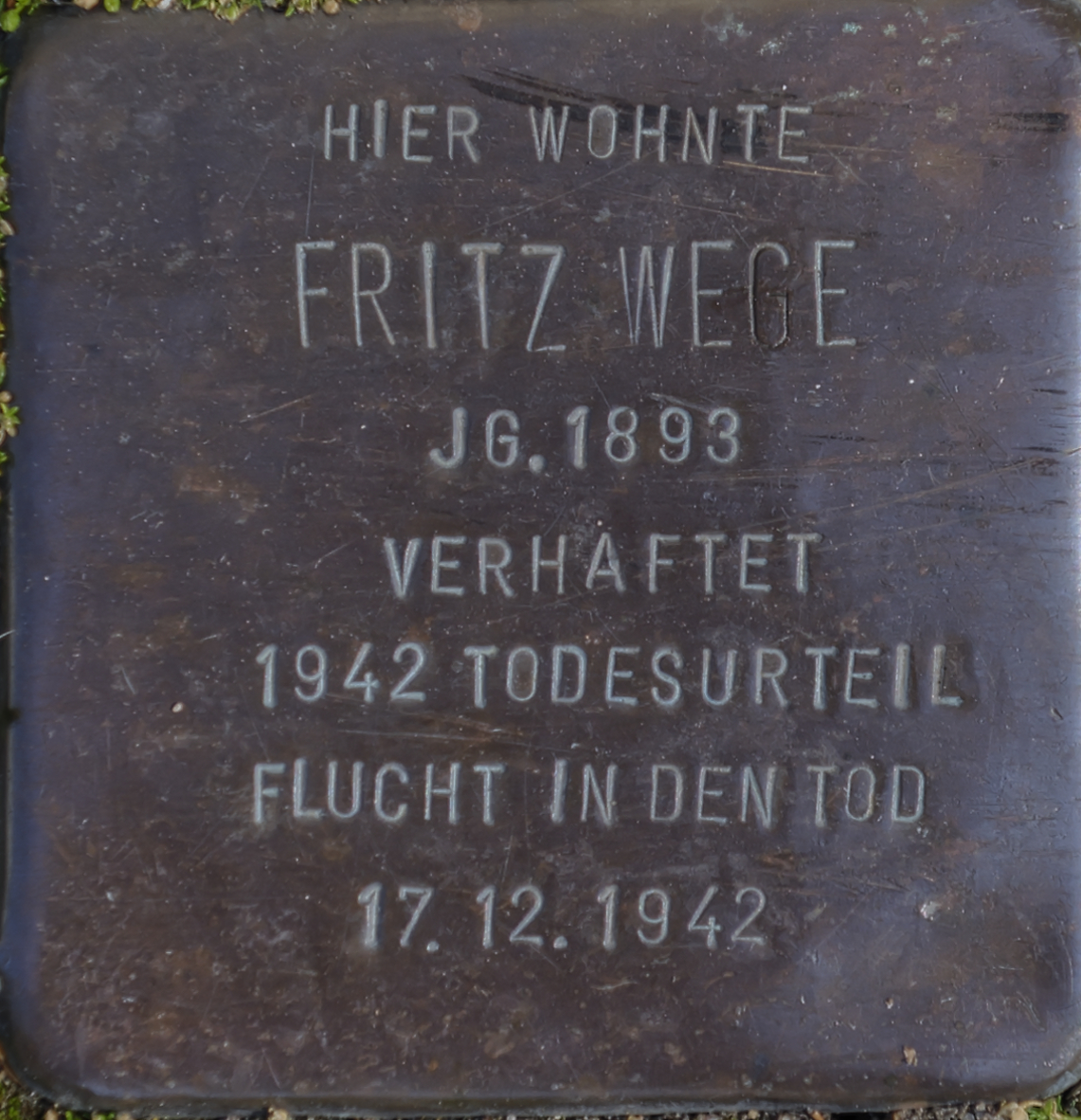
Der erste Stolperstein in Solingen

Die Liste der Stolpersteine in Solingen (Innenstadt) enthält Stolpersteine, die im Rahmen des gleichnamigen Kunst-Projekts von Gunter Demnig in Solingen (Innenstadt) verlegt wurden. Mit ihnen soll Opfern des Nationalsozialismus gedacht werden, die in Solingen (Innenstadt) lebten und wirkten.
Diese Liste ist Teil der Liste der Stolpersteine in Solingen.

## Liste der Stolpersteine
| Nr. | Person                      | Adresse                          | Inschrift | Bild | weitere Informationen | Verlegedatum  |
| --- | --------------------------- | -------------------------------- | --- | ---- | --- | ------------- |
| 18  | Walter Brauer               | Am Neumarkt 5 ⊙                  | Hier wohnte Walter Brauer Jg. 1906 deportiert 1941 Łódź ermordet 5.5.1942. Chelmno                                                                                                |      | Walter Bauer wurde am 29. Juli 1906 in Berlin geboren und war wohnhaft in Nürnberg, Wuppertal und Solingen. Am 27. Oktober 1941 wurde er gemeinsam mit seiner Frau Helena Brauer Helena Brauer und Friederike Strauss von Düsseldorf in das Ghetto Litzmannstadt (Łódź) und am 5. Mai 1942 nach Chelmno deportiert, wo er am 6. Mai 1942 ermordet wurde. |               |
| 19  | Herta Helena Brauer         | Am Neumarkt 5 ⊙                  | Hier wohnte Herta Helena Brauer geb. Strauss Jg. 1911 deportiert 1941 Łódź ermordet 5.5.1942 Chelmno                                                                              |      | Herta Helena Strauss wurde am 14. August 1911 in Solingen geboren und war wohnhaft in Nürnberg, Wuppertal und Solingen, heiratete Walter Brauer. Am 27. Oktober 1941 wurde sie gemeinsam mit ihrem Mann Walter Brauer und Friederike Strauss von Düsseldorf in das Ghetto Litzmannstadt (Łódź) und am 5. Mai 1942 nach Chelmno deportiert, wo sie am 6. Mai 1942 ermordet wurde. |               |
| 20  | Friederike Blondine Strauss | Am Neumarkt 5 ⊙                  | Hier wohnte Friederike Blondine Strauss geb. Jacob Jg. 1876 deportiert 1941 Łódź ermordet 16.11.1941                                                                              |      | Friederike Blondine Strauss wurde am 9. Januar 1876 in Blieskastel geboren. Mit ihrem Mann Hermann (1874–1922) war sie seit 1909 verheiratet und gemeinsam unterhielten sie in der Hochstraße 5 (ab 1935 Schlageterstraße und heute: Am Neumarkt 5) ein Kurzwarengeschäft. Durch das Wohnungsamt angeordnet, musste sie im Juni 1939 in das Judenhaus Pfaffenberger Weg 190 umziehen. 1941 wurde sie Mit Walter und Helena Brauer in das Łódź deportiert. Sie starb bereits am 16. November 1941 kurz nach ihrer Einweisung an den beschwerlichen Lebensbedingungen. Eine Messingplatte am Grab von Herrmann Strauss auf dem Jüdischen Friedhof Solingen erinnert an sie. |               |
|     | Herta Hedwig Brauer         | Am Neumarkt 5 ⊙                  | Hier wohnte Hedwig Brauer geb. Herzfelder Jg. 1870 deportiert 1942 Theresienstadt ermordet 7.1.1943                                                                               |      | Hedwig Brauer wurde am 22. Dezember 1870 in Fürth geboren und war wohnhaft in Fürth, Nürnberg und Solingen. Am 16. Juni 1941 zieht sie von Nürnberg nach Solingen zu ihrem Sohn Walter Brauer in den Pfaffenberger Weg und am 26. Oktober 1941 weiter in das jüdische Altersheim in Wuppertal-Elberfeld. Am 21. Juli 1942 wurde sie von Düsseldorf in das Ghetto Theresienstadt deportiert und dort am 7. Januar 1943 ermordet. | 13. Juli 2021 |
| 21  | Artur Deichmann             | Amtstor 5 (früher Nordwall 20) ⊙ | Hier wohnte Artur Deichmann Jg.1900 Schutzhaft 1933-34 erschossen 14.9.1944 'Wehrkraftzersetzung' Gefängnis Bremen Osterholz                                                      |      | Artur Deichmann wurde am 14. Februar 1900 in Solingen geboren. Er war bereits früh für die KPD aktiv und wurde auf Grund dessen in Schutzhaft genommen und in Solingen, der Strafanstalt Anrath und in den Konzentrationslagern Börgermoor und Esterwegen inhaftiert. Er wurde im April 1941 zum Dienst bei der Luftwaffe einberufen. Auf Grund des Verdachts weiterhin aktiv zu sein wurde er später erneut in Solingen, Barmen und Düsseldorf gefangen gehalten und aus Mangel an Beweisen wieder frei gelassen. Auf Grund seiner Aussage „Der Krieg ist verloren, das weiß Hitler auch.“, die er in kleinem Kreis machte, wurde er denunziert, am 23. Dezember 1943 verhaftet und am 14. März 1944 zu 12 Jahren Gefängnis aber am 26. Juni 1944 von einem Feldgericht der Luftwaffe zum Tode verurteilt. Das Urteil wurde am 14. September 1944 um 7:00 Uhr in Bremen-Osterholz vollstreckt. |               |
| 22  | Arnold Joseph               | Birkenweiher 39 ⊙                | Hier wohnte Arnold Joseph Jg. 1895 deportiert Auschwitz für tot erklärt |      | Arnold Joseph wurde am 6. September 1895 in Solingen geboren. Er wurde 1942 in das Vernichtungslager Auschwitz deportiert. |               |
| 23  | Gustav Joseph               | Birkenweiher 39 ⊙                | Hier wohnte Gustav Joseph Jg. 1890 deportiert 1938 KZ Dachau tot 3.1.1939 |      | Gustav Joseph wurde am 2. Juli 1890 in Solingen geboren. Er wurde am 17. November 1938 in das KZ Dachau deportiert, wo er am 3. Januar 1939 ermordet wurde. |               |
| 24  | Walter Joseph               | Birkenweiher 39 ⊙                | Hier wohnte Walter Joseph Jg. 1903 deportiert KZ Buchenwald ? |      | Walter Joseph wurde am 20. Mai 1903 in Solingen geboren und war dort wohnhaft. Am 7. November 1940 emigrierte er nach Frankreich und wurde am 7. September 1942 ab Drancy in das Vernichtungslager Auschwitz deportiert, wo er auch ermordet wurde. |               |
| 25  | Carl Friedrich Goerdeler    | Birkerstr. 5 ⊙                   | Hier wohnte Carl Friedrich Goerdeler Jg. 1884 im Widerstand verhaftet 12.8.1944 hingerichtet 2.2.1945 Berlin-Plötzensee                                                           |      | Carl Friedrich Goerdeler war eine bedeutende Persönlichkeit im Widerstand gegen den Nationalsozialismus. Er war maßgeblich an der Planung des Attentats vom 20. Juli 1944 beteiligt und sollte danach Reichskanzler werden. Nach dem Scheitern des Attentats wurde Goerdeler im August 1944 denunziert, vom „Volksgerichtshof“ zum Tode verurteilt und am 2. Februar 1945 in Berlin-Plötzensee hingerichtet. |               |
| 26  | Helene Leven                | Elisenstraße 9 ⊙                 | Hier wohnte Helene Leven geb. Leven Jg. 1873 Flucht 1939 Holland deportiert 1943 ermordet in Sobibor                                                                              |      | Helene Leven wurde am 30. Juni 1873 in Krefeld geboren. 1939 emigrierte sie in die Niederlande und wurde ab Westerbork 1943 in das KZ Auschwitz deportiert. Sie wurde zum 26. Februar 1943 für tot erklärt. In den Unterlagen von Auschwitz wird sie lediglich als Häftling aufgeführt. |               |
| 27  | Margarete Tichauer          | Elisenstraße 9 ⊙                 | Hier wohnte Margarete Tichauer geb. Leven Jg. 1901 Flucht 1935 Holland ermordet in Auschwitz                                                                                      |      | Margarete Tichauer wurde am 13. Februar 1901 zusammen mit ihrer Zwillingsschwester Wilhelmine in Solingen geboren. Nach dem Schulbesuch studierte sie am Konservatorium in Köln und wurde Klavierlehrerin. Sie emigrierte 1935 in die Niederlande und wurde 1942 ab Westerbork in das KZ Auschwitz deportiert, wo sie vermutlich am 30. September 1942 ermordet wurde. Da keine Belege dazu vorhanden sind, wurde sie für tot erklärt. |               |
| 28  | Wilhelmine Leven            | Elisenstraße 9 ⊙                 | Hier wohnte Wilhelmine Leven Jg. 1901 deportiert 1942 Theresienstadt 1945 befreit überlebt                                                                                        |      | Wilhelmine Leven wurde am 13. Februar 1901 zusammen mit ihrer Zwillingsschwester Margarete in Solingen geboren. Nach dem Besuch der Höheren Handelsschule erkrankte sie an Tuberkulose, wovon sie innerhalb der folgenden 6 Jahre geheilt wurde. Bis zur Zerstörung der Synagoge 1938 spielte sie dort die Orgel. 1939 zieht sie nach Wuppertal-Elberfeld. Am 20. Juli 1942 wird Wilhelmine in das Konzentrationslager Theresienstadt deportiert, in dem sie als Krankenschwester wirkt und unter anderem Alexander Coppel betreut. Sie verstarb am 10. April 1971 in Zürich. |               |
| 29  | Ilse Shindel                | Elisenstraße 9 ⊙                 | Hier wohnte Ilse Shindel geb. Leven Jg. 1914 Flucht 1939 Holland - England überlebt                                                                                               |      | Ilse Shindel wurde am 30. April 1914 in Solingen geboren. 1939 emigrierte sie in die Niederlande, wurde am 23. Februar 1943 von Westerbork in das KZ Auschwitz deportiert und überlebte diese Zeit. |               |
| 30  | Josef Becker                | Erbenhäuschen 88 ⊙               | Hier wohnte Josef Becker Jg. 1905 im Widerstand verhaftet Gefängnis Düsseldorf Ermordet 21.5.1937                                                                                 |      | Josef Becker wurde am 17. Juli 1905 in Solingen geboren und war ein Widerstandskämpfer, auf Grund dessen wurde er verhaftet und im Gefängnis Düsseldorf inhaftiert. Er wurde am 21. Mai 1937 ermordet. |               |
| 31  | Heinrich Schroth            | Finkenstr. 5 ⊙                   | Hier wohnte Heinrich Schroth Jg. 1902 3 mal verhaftet misshandelt KZ Kemna tot 1957 an Haftfolgen                                                                                 |      | Heinrich Schroth wurde am 3. November 1902 in Ohligs, Kreis Solingen, geboren. Nach dem Besuch der Volksschule und einer Fabrikationslehre war er später als selbständiger Fabrikant tätig. Bis 1933 war er Mitglied der Sozialistischen Arbeiter-Jugend und der Sozialistischen Arbeiterpartei Deutschlands und wurde mehrfach verhaftet und in das KZ Kemna eingeliefert, wo er schwerst misshandelt wurde und bleibende gesundheitliche Schädigungen erlitt. Im Mai 1934 wurde er durch den I. Strafsenat des Oberlandesgerichts Hamm wegen „Vorbereitung zum Hochverrat“ zu einem Jahr und sieben Monaten Gefängnis verurteilt, im April 1934 wurde er wieder entlassen. Ab 1945 wirkte er für die SPD in Bildungspolitik als Ratsmitglied der Stadt Solingen. Im August 1953 bezichtigte ihn Bundeskanzler Konrad Adenauer von der SED 10.000 Mark angenommen zu haben. Adenauer nahm diese Beschuldigung später zurück und Schroth wurde in den Landtag gewählt. Er wurde nach seinem Tod am 13. September 1957 auf dem Stadtfriedhof in Gräfrath beigesetzt. |               |
| 32  | Emil Heyer                  | Hasselstraße 13 ⊙                | Hier wohnte Emil Heyer Jg. 1900 verhaftet 1941 im Widerstand verhaftet Gefängnis Düsseldorf Ermordet 9.4.1934                                                                     |      | Emil Heyer wurde am 19. Mai 1900 in Gräfrath geboren. Als Widerstandskämpfer verhaftet und im Gefängnis Düsseldorf inhaftiert. Er wurde am 9. April 1934 in Düsseldorf ermordet. |               |
| 33  | Paula Weissfeldt            | Hauptstraße 43 ⊙                 | Hier wohnte Paula Weissfeldt geb. Gompertz Jg. 1884 deportiert 1941 Łódź ??? |      | Paula Gompertz wurde am 3. Dezember 1884 in Emmerich am Rhein geboren und war wohnhaft in Geldern, Wuppertal und Solingen. Sie heiratete 1912 Alex Weissfeldt, der bereits seit 1900 das Herrenkonfektionsgeschäft Gebr. Weissfeldt in der Kaiserstraße 157 (heute: Hauptstraße 43) – gemeinsam mit seinem Bruder Adolf – führte. 1913 wurde der Sohn Lothar geboren. Adolf fiel 1915 im Ersten Weltkrieg. 1937 starb Alex, Repräsentant der Synagogengemeinde Solingen, in Köln. Damit wurde Paula Weissfeldt nach dem Tod der beiden Inhaber alleinige Eigentümerin der Firma „Gebrüder Weissfeldt“, musste aber zum 1. Oktober 1938 die Firma an den Geschäftsführer übergeben. Paula zog am 8. November 1938 in die Düsseldorfer Straße 46, das Haus ihres nach Polen abgeschobenen Bruders und im Mai 1939 in die Düsseldorfer Straße 17. Im August 1939 zog sie in das Judenhaus an der Malteserstraße 23 um. Mit dem ersten Sammeltransport am 26. Oktober 1941 wurde sie in das Ghetto von Litzmannstadt (Łódź) deportiert, am 6. Mai 1942 dann in das Vernichtungslager Chelmno verschleppt und dort am 7. Mai 1942 vergast.                                                                                  |               |
| 34  | Frieda Freireich            | Küstergasse 3 ⊙                  | Hier wohnte Frieda Freireich geb. 1893 Gestapohaft 1936 Flucht 1939 Budapest ? |      | |               |
| 35  | Adolf Freireich             | Küstergasse 3 ⊙                  | Hier wohnte Adolf Freireich geb. 1868 Gestapohaft 1936-39 tot 1941 im jüdischen Krankenhaus Köln                                                                                  |      | |               |
| 36  | Gisela Freireich            | Küstergasse 3 ⊙                  | Hier wohnte Gisela Freireich geb. Brodi Jg. 1870 Gestapohaft 1936-38 Deportiert 1942 Theresienstadt ermordet 29.9.1942                                                            |      | Gisela Gazella Brodi wurde am 28. August 1870 in Sámsonháza (Samson), Nógrád, Ungarn geboren und heiratete am 8. September 1891 Adolf Freireich. Am 22. Juli 1942 wurde sie mit dem Transport VII/1, č. 194 (Düsseldorf -> Terezín) in das KZ Theresienstadt gebracht, wo sie am 29. September 1942 laut Todesanzeige an Darmkatarrh verstarb. |               |
| 37  | Arnold Freireich            | Küstergasse 3 ⊙                  | Hier wohnte Arnold Freireich geb. 1896 Gestapohaft 1936-42 Deportiert 1942 Auschwitz ermordet 21.1.1943                                                                           |      | Arnold Freireich wurde am 1. Januar 1896 in Hajdúböszörmény, Ungarn geboren. 1936 wurde er im Gefängnis Düsseldorf inhaftiert. Am 16. Oktober 1942 wurde er in das KZ Auschwitz deportiert, wo er am 21. Januar 1943 ermordet wurde. |               |
| 38  | Paul de Groote              | Kirschbaumer Str. 31 ⊙           | Hier wohnte Paul de Gr0ote Jg. 1907 im Widerstand verhaftet 'Vorbereitung zum Hochverrat' Strafbataillon 999 Tot 22.1.1945                                                        |      | |               |
| 39  | Erich Hammesfahr            | Kirschbaumer Str. 9 ⊙            | Hier wohnte Erich Hammesfahr Jg. 1907 Zeuge Jehovas verhaftet 1936 und 1939 'Wehrkraftzersetzung' Sachsenhausen 1940 Tod an Herzschwäche 18.2.1940                                |      | Erich Hammesfahr wurde am 28. Februar 1907 in Solingen geboren. Als Zeuge Jehovas verfolgt und mehrfach verhaftet und misshandelt. 22. Juni 1937 drei Jahre Gefängnis, Dezember 1939 erneut „Schutzhaft“ wegen Wehrkraftzersetzung. Er wurde 1940 in das KZ Sachsenhausen deportiert, wo er als Häftling 6709 am 18. Februar 1940 ermordet wurde. |               |
| 40  | Anna Kupperschlag           | Klemens-Horn-Str. 15 ⊙           | Hier wohnte Anna Kupperschlag geb. Isaac Jg. 1894 deportiert 1942 Theresienstadt ermordet in Auschwitz                                                                            |      | |               |
| 41  | Josef Kupperschlag          | Klemens-Horn-Str. 15 ⊙           | Hier wohnte Josef Kupperschlag Jg. 1888 deportiert 1942 Theresienstadt ermordet in Auschwitz                                                                                      |      | |               |
| 42  | Samuel Dessauer             | Klemens-Horn-Str. 6 ⊙            | Hier wohnte Samuel Dessauer Jg. 1872 deportiert 1942 Theresienstadt ermordet 9.10.1942                                                                                            |      | Samuel Dessauer wurde am 11. August 1872 in Hohenlimburg geboren. Zusammen mit seinem Bruder Hermann kam Samuel 1897 nach Solingen. Gemeinsam betrieben sie in der Rathausstraße bereits vor dem Ersten Weltkrieg eine Stahlwarenfabrik. Samuel Dessauer heiratete 1910 Johanna Loeb (geboren am 8. April 1875). Ihre Kinder waren Marianne und Heinz Dessauer. Nach dem Tod seines Bruders Hermann blieben Samuel und seine Frau in Solingen in der Weststraße 6 (heute: Klemens-Horn-Straße). Auf Druck der Stadtverwaltung mussten sie in die Florastraße 65 und später in die Wupperstraße 23 umziehen. Am 22. Oktober 1940 kam er in das Internierungslager Gurs. Nach seiner Deportation (Transport VII/1, č. 138, 22. Juli 1942 Düsseldorf -> Terezín) verstarb Samuel Dessauer am 9. Oktober 1942 70-jährig im KZ Theresienstadt. |               |
| 43  | Marianne Dessauer           | Klemens-Horn-Str. 6 ⊙            | Hier wohnte Marianne Dessauer Jg. 1911 1940 Heilanstalt Galkhausen ??? |      | Marianne Dessauer war das erste Kind von Samuel Dessauer und seiner Frau Johanna, geb. Loeb. Auf Grund ihrer chronischen Erkrankung wurde sie 1940 in die Heil- und Pflegeanstalt Galkhausen eingewiesen. Weitere Informationen sind nicht vorhanden. Man vermutet, dass sie im Rahmen des nationalsozialistischen Euthanasieprogramms ermordet wurde. |               |
| 44  | Heinz Dessauer              | Klemens-Horn-Str. 6 ⊙            | Hier wohnte Heinz Dessauer Jg. 1917 Flucht 1939 nach Holland deportiert ermordet 13.9.1941 in Mauthausen                                                                          |      | Heinz Dessauer war das zweite Kind von Samuel Dessauer und seiner Frau Johanna, geb. Loeb. Er floh 1939 nach Holland, wurde allerdings dort gefangen genommen und deportiert. 1941 starb er im KZ Mauthausen. |               |
| 46  | Anna Reiche                 | Kurfürstenstr. 8 ⊙               | Hier wohnte Anna Reiche geb. Coppel Jg. 1891 verhaftet Zuchthaus Leipzig Deportiert KZ Ravensbrück Tot 21.4.1942                                                                  |      | Anna Coppel wurde am 30. Mai 1891 als Kind von Alexander Coppel in Solingen geboren und war auch in Dresden wohnhaft. Sie wurde 1942 in das KZ Ravensbrück deportiert und im April 1942 in die Tötungsanstalt Bernburg gebracht, wo sie am 21. April 1942 ermordet wurde. |               |
| 47  | Martha Fanny Coppel         | Kurfürstenstr. 8 ⊙               | Hier wohnte Martha Fanny Coppel Jg. 1895 deportiert Izbica ermordet |      | Martha wurde 1895 als Kind von Alexander Coppel in Solingen geboren. Auf Grund ihres Gesundheitszustandes wurde sie in die jüdischen Heil- und Pflegeanstalt Sayn-Bendorf eingeliefert, am 15. Juni 1942 dann in das Vernichtungslager Sobibor deportiert, über das weitere Schicksal ist nichts bekannt. |               |
| 48  | Max Leven                   | Max-Leven-Gasse 5 ⊙              | Hier wohnte Max Leven Jg. 1882 Pogrom 1838 erschossen von SA |      | Max Leven wurde am 12. Juni 1882 in Diedenhofen (frz. Thionville) geboren. Er war ein deutscher Journalist. 1938 wurde er in der Reichspogromnacht von führenden Mitgliedern der Solinger NSDAP ermordet. Vor dem Ersten Weltkrieg heiratete er Emmi Buchthal und zog 1916 mit ihr und dem gemeinsamen Sohn Heinz nach Solingen. Er war politisch aktiv: seit 1918 erst bei der Unabhängigen Sozialdemokratischen Partei Deutschlands (USPD) und später bei der KPD. Hier war er auch als Kulturredakteur bei der KPD-Zeitung Bergische Arbeiterstimme tätig. In der Reichspogromnacht am 10. November 1938 wurde er ermordet. Er war nicht praktizierender Jude. |               |
| 49  | Emmy Leven                  | Max-Leven-Gasse 5 ⊙              | Hier wohnte Emmy Leven geb. Buchthal Jg. 1890 deportiert 1941 Łódź ermordet 10.9.1944                                                                                             |      | Emmy Buchthal wurde am 20. November 1890 in Brakel bei Höxter geboren. Sie war wohnhaft in Wuppertal und Solingen. Am 27. Oktober 1941 wurde sie von Düsseldorf nach Litzmannstadt (Lodz) deportiert, im September 1942 weiter nach Chelmno in das Vernichtungslager Kulmhof, wo sie dann ermordet wurde. |               |
| 50  | Anita Leven                 | Max-Leven-Gasse 5 ⊙              | Hier wohnte Anita Leven Jg. 1920 deportiert 1941 Łódź ermordet 26.9.1944 Chelmno                                                                                                  |      | |               |
| 51  | Hannah Leven                | Max-Leven-Gasse 5 ⊙              | Hier wohnte Hannah Leven Jg. 1917 deportiert 1942 Riga ermordet 19.10.1942 |      | Hannah Levy wurde am 7. September 1917 in Paderborn geboren und war wohnhaft in Berlin und Solingen. Sie wurde am 26. Oktober 1942 von Berlin das KZ Jungfernhof bzw. Ghetto Riga gebracht, wo sie am 29. Oktober 1942 ermordet wurde. |               |
| 52  | Heinz Leven                 | Max-Leven-Gasse 5 ⊙              | Hier wohnte Heinz Leven Jg. 1941 emigriert |      | |               |
| 53  | Friedrich Mayer             | Mummstraße 47 ⊙                  | Hier wohnte Dr. Friedrich Mayer Jg. 1864 deportiert 1942 Theresienstadt Tot 7.2.1943                                                                                              |      | Der promovierte Chemiker Friedrich Mayer wurde am 14. Januar 1864 in Worms geboren und zog 1917 von Köln nach Solingen in die Brüderstraße 47. Nach Beendigung seiner beruflichen Tätigkeit beobachtete er den Aufstieg seines früheren Arbeitgebers, der Leichtmetallgießerei Rautenbach, ab 1933 zum größten Rüstungsproduzenten Solingens. 1939 zog er in die Oststraße 19 und 1942 in das Judenhaus Wupperstraße 23. Kurz darauf wurde er zum KZ Theresienstadt deportiert (Transport VII/1, č. 560, 22. Juli 1942 Düsseldorf -> Terezín), wo er am 7. Februar 1943 gemäß Todefallsanzeige an Altersschwäche verstarb. |               |
| 54  | Gerd Adolf Friedberger      | Schule Schwertstraße ⊙           | Hier wohnte Gerd Adolf Friedberger Jg. 1925 deportiert 1941 Łódź ermordet 6.5.1942 in Chelmno                                                                                     |      | Gerd Adolf Friedberger wurde am 14. Januar 1925 in Solingen geboren und war wohnhaft in Solingen und Spreenhagen. Er wurde am 27. Oktober 1941 in das Ghetto Litzmannstadt (Lodz) deportiert, am 9. Mai 1942 weiter in das Chelmno, wo er am 10. Mai 1942 ermordet wurde. |               |
| 55  | Hermann Friedberger         | Schwertstraße / Ecke Werwolf ⊙   | Hier wohnte Hermann Friedberger Jg. 1880 deportiert 1941 Łódź ermordet 6.5.1942 Chelmno                                                                                           |      | Hermann Friedberger wurde am 15. Juni 1880 in Solingen geboren. Er wurde am 27. Oktober 1941 in das Ghetto Litzmannstadt (Lodz) deportiert, am 9. Mai 1942 weiter in das Chelmno, wo er am 10. Mai 1942 ermordet wurde. |               |
| 56  | Helene Friedberger          | Schwertstraße / Ecke Werwolf ⊙   | Hier wohnte Helene Friedberger geb. Spanier Jg. 1883 deportiert 1941 Łódź ermordet 6.5.1942 in Chelmno                                                                            |      | Helene Friedberger wurde am 1. Mai 1883 in Goch geboren und war in Goch und Solingen wohnhaft. Sie wurde am 27. Oktober 1941 in das Ghetto Litzmannstadt (Lodz) deportiert, am 9. Mai 1942 weiter in das Chelmno, wo sie am 10. Mai 1942 ermordet wurde. |               |
| 57  | Helene Adams                | Wachtelstr. 45 ⊙                 | Hier wohnte Helene Adams geb. Stock Jg. 1865 deportiert 1942 Theresienstadt tot 29.5.1943                                                                                         |      | Helene Stock wurde am 21. Mai 1865 in Fliesteden im Kreis Bergheim als Tochter von Moses Stock und seiner Frau Rosina geboren. Im April 1890 zieht die Mutter von 3 Kinder von Remscheid nach Solingen. Am 23. Mai 1900 heiratet sie den evangelischen Schleifer Albert Adams, aus dieser Ehe gehen 4 weitere Kinder hervor. Ihr Mann verstirbt am 21. November 1935, damit lebt sie nicht mehr in einer Mischehe und ist der Verfolgung mehr ausgesetzt. Sie wurde am 21. Juli 1942 mit dem Transport VII/1, č. 6 ab Düsseldorf nach Terezín deportiert. Am 29. Mai 1943 wurde sie im KZ Theresienstadt ermordet. | 4. Apr. 2007  |
| 58  | Alexander Coppel            | Werwolf 3 ⊙                      | Hier wohnte Dr. Alexander Coppel Jg. 1865 deportiert 1942 Theresienstadt Tod 5.8.1942                                                                                             |      | Alexander Coppel wurde am 18. September 1865 in Solingen als jüngster Sohn des Solinger Unternehmers Gustav Coppel geboren. Nach seiner Promotion wirkte er im väterlichen Betrieb mit und engagierte sich in sozialen Bereichen wie zum Beispiel dem Solingen "Coppelstift". Er war Politiker, Unternehmer, Aufsichtsrat des Spar- und Bauverein sowie Vorstandsmitglied der Synagogengemeinde. Er wurde am 21. Juli 1942 mit dem Transport VII/1, č. 122 ab Düsseldorf nach Theresienstadt deportiert, wo er am 4. August 1942 ermordet wurde. Seine Leiche wurde verbrannt und in einem Karton in die Eger geworfen. |               |
| 59  | Jenny Giesenow              | Wupperstraße 23 ⊙                | Hier wohnte Jenny Giesenow geb. Dahl Jg. 1874 deportiert 1942 Theresienstadt tot 13.5.1942                                                                                        |      | Jenny Dahl wurde am 14. März 1874 in Geilenkirchen geboren und war wohnhaft in Bochum und Solingen. Sie wurde am 21.7.1942 mit dem Transport VII/1, č. 219 ab Düsseldorf in das KZ Theresienstadt deportiert, wo sie am 13. Mai 1943 ermordet wurde. |               |
| 60  | Georg Giesenow              | Wupperstraße 23 ⊙                | Hier wohnte Georg Giesenow Jg. 1870 deportiert 1942 Theresienstadt tot 5.4.1942                                                                                                   |      | Georg Giesenow wurde am 26. Juni 1870 in Schloppe geboren. Er wurde am 21. Juli 1942 mit dem Transport VII/1, č. 218 ab Düsseldorf in das KZ Theresienstadt deportiert, wo er am 19. April 1943 ermordet wurde. |               |
| 67  | Samuel Lewak                | Westwall 12 ⊙                    | Hier wohnte Samuel Lewak Jg. 1880 Eingewiesen Heilanstalt Andernach Deportiert Majdanek ermordet 4.4.1941                                                                         |      | Samuel Lewak wurde am 7. April 1880 in Suwałki in Russland geboren. Von Solingen aus wurde er in die Heil- und Pflegeanstalt gebracht. Von dort aus wurde er am 19. Februar 1941 in die Heil- und Pflegeanstalt Andernach und am 11. Februar 1941 weiter in die Tötungsanstalt Hadamar wo er am gleichen Tag ein Opfer der Euthanasie wurde. |               |
| 68  | William Frankenstein        | Elisenstr. 10 ⊙                  | Hier wohnte William Frankenstein Jg. 1870 deportiert 1943 Sobibor ermordet |      | William Frankenstein wurde am 4. Dezember 1870 in Rischenau bei Blomberg geboren. 1939 emigrierte er zusammen mit seiner Frau Rosa in die Niederlande. Vom 19. Mai bis zum 29. Juni 1943 wurde er im Sammellager Westerbork inhaftiert und an diesem Tag in das Vernichtungslager Sobibor deportiert, wo er am 2. Juli 1943 ermordet wurde. Auf Grund fehlender Unterlagen wurde er für tot erklärt. |               |
| 69  | Rosel Frankenstein          | Elisenstr. 10 ⊙                  | Hier wohnte Rosel Frankenstein geb. Kahn Jg. 1873 deportiert 1943 Sobibor ermordet                                                                                                |      | Rosel Cahn wurde am 4. Juni 1873 in Eschwege geboren. 1939 emigrierte sie zusammen mit ihrem Mann William in die Niederlande. Vom 18. Mai bis zum 29. Juni 1943 wurde sie im Sammellager Westerbork inhaftiert und an diesem Tag in das Vernichtungslager Sobibor deportiert, wo sie am 2. Juli 1943 ermordet wurde. Auf Grund fehlender Unterlagen wurde sie für tot erklärt. |               |
| 73  | Alfred Sobotki              | Weyersberger Str. 14 ⊙           | Hier wohnte Alfred Sobotki Jg. 1878 Deportiert 1941 Łódź ermordet |      | Alfred Abner Sobotki wurde am 11. März 1878 in Schildberg (Ostrzeszów) geboren und war wohnhaft in Wuppertal und Solingen. Er war verheiratet mit Johanna Sobotki. Er diente im Ersten Weltkrieg als Soldat im Landwehr-Infanterie-Regiment 17 (Ersatzbataillon) und als Unteroffizier im Landwehr-Infanterie-Regiment 60. Januar 1926 übernimmt er im Gewerkschaftshaus in der Kölner Straße 45 die Pacht der gewerkschaftseigenen Gaststätte bis zur Kündigung 1931. Am 27. Oktober 1941 wurde er von Düsseldorf in das Ghetto Litzmannstadt (Łódź) deportiert, wo er am 10. Oktober 1942 ermordet wurde. | 4. Dez. 2008  |
| 74  | Johanna Sobotki             | Weyersberger Str. 14 ⊙           | Hier wohnte Johanna Sobotki geb. Alexander Jg. 1882 Deportiert 1941 Łódź ermordet                                                                                                 |      | Johanna Alexander wurde am 23. Juli 1882 in Barmen geboren und war wohnhaft in Wuppertal und Solingen. Sie war verheiratet mit Alfred Sobotki. Am 27. Oktober 1941 wurde sie von Düsseldorf in das Ghetto Litzmannstadt (Łódź) und am 10. September 1942 weiter in das Chelmno deportiert, wo sie am 11. September 1942 ermordet wurde. | 4. Dez. 2008  |
| 75  | Eva Friesem                 | Kronprinzenstr. 7 ⊙              | Hier wohnte Eva Friesem geb. Pütz Jg. 1865 deportiert 1942 Theresienstadt tot 23.9.1942                                                                                           |      | Eva Pütz wurde am 29. Juni 1862 in Hersel bei Bonn geboren und war wohnhaft in Stuttgart und Solingen. Sie wurde am 21. Juli 1942 ab Düsseldorf nach Theresienstadt deportiert, wo sie am 22. September 1942 ermordet wurde. |               |
| 76  | Paula Strauss               | Kronprinzenstr. 7 ⊙              | Hier wohnte Paula Strauss geb. Friesem Jg. 1889 deportiert 1941 Łódź ermordet |      | Paula Friesen wurde am 25. Mai 1889 in Köln geboren. Am 27. Oktober 1941 wurde sie von Düsseldorf nach Litzmannstadt (Lodz) deportiert und am 6. Mai 1942 weiter in das Vernichtungslager Kulmhof, wo sie am 7. Mai 1942 ermordet wurde. |               |
| 77  | Heinrich Benz               | Schrodtberg 35 ⊙                 | Hier wohnte Heinrich Benz Jg. 1901 'Schutzhaft' 1933–1934 Denunziert Zuchthaus Brandenburg Hingerichtet 18.12.1944                                                                |      | Heinrich Benz wurde am 7. Juni 1901 in Solingen geboren. Seit 1928 war er Mitglied der KPD und zählte zu den radikalen Mitgliedern. Von März 1933 bis November 1934 war er im Konzentrationslager Börgermoor und anschließend bis 1937 wegen Strafdeliktes in Lingen inhaftiert. Auf Grund systemfeindlicher Äußerungen am 6. August 1943 im Juli 1944 zu 5 Jahren Zuchthaus und 5 Jahren Ehrverlust verurteilt. Gemäß dem Buch „Widerstand in Solingen“ wird dieses Urteil von Göring persönlich abgefangen und Benz wird zum Tode verurteilt und er wird am 18. Dezember 1944 im Zuchthaus Brandenburg hingerichtet. |               |
| 79  | Wilhelm Mertgen             | Burgstraße 82 ⊙                  | Hier wohnte Wilhelm Mertgen Jg. 1903 verhaftet 19. Februar 1935 U-Haft Wuppertal Flucht in den Tod 26.3.1935                                                                      |      | Wilhelm Mertgen war ein Gesenkschmied aus Solingen, verheiratet seit dem 23. März 1929 mit Veronika Schnorr. Beide waren aktiv am Widerstand der KPD gegen die nationalsozialistische Diktatur beteiligt. Nach seiner Verhaftung wurde er nach Justizvollzugsanstalt Wuppertal überführt und dort mehrfach verhört. Aus dem letzten Verhör wurde er als Notfallopfer mit Verdacht auf Herzverletzung in die Ferdinand-Sauerbruch-Krankenanstalten in der Arrenberger Straße verlegt, wo er verstarb. Als Todesursache wurde dokumentiert: „Stichverletzung des Herzens. Schwere Kreislaufschwäche, Selbstmord. Mehrfache Stiche mit Sicherheitsnadel in das Herz. - Angeblich im Gefängnis Selbstmord verübt. gez. Dr. R.“ |               |
| 80  | Moritz Marx                 | Florastr. 15 ⊙                   | Hier wohnte Moritz Marx Jg. 1873 deportiert 1942 Theresienstadt ermordet in Treblinka                                                                                             |      | Moritz Marx wurde am 23. oder 25. März 1873 in Altenkirchen geboren. Er war wohnhaft in Düren, Wuppertal und Solingen. Er emigrierte in die Niederlande und wurde am 21. Juli 1942 mit dem Transport VII/1, č. 552 ab Düsseldorf in das KZ Theresienstadt sowie am 21. September 1942 mit dem Transport Bp, č. 1876 in das Vernichtungslager Treblinka deportiert, wo er dann ermordet wurde. |               |
| 81  | Hedwig Löb                  | Wupperstraße 23 ⊙                | Hier wohnte Hedwig Löb Jg. 1893 Deportiert 1941 Łódź ermordet im Mai 1942 in Chelmno                                                                                              |      | Hedwig Löb wurde am 17. August 1893 in Köln geboren. Sie war wohnhaft in Köln, Solingen und Gießen. Am 27. Oktober 1941 wurde sie von Düsseldorf nach Litzmannstadt (Lodz) deportiert, wo sie im Mai 1942 ermordet wurde. |               |
| 82  | Georg Cohn                  | Breidbacher Tor 2 ⊙              | Hier wohnte Georg Cohn Jg. 1919 deportiert 1943 ermordet in Auschwitz |      | Georg Cohn wurde am 27. April 1919 in Solingen geboren und war wohnhaft in Hamburg und Leipzig. Sein Vater Adolf Cohn kam aus Braunschweig über Frankfurt am Main 1914 nach Solingen und war dort ab 1925 stellvertretender Repräsentant der Solinger jüdischen Gemeinde. Georg zog 1932 nach Leipzig und lebte dort mit Unterbrechungen bis März 1942 und danach inhaftiert im jüdischen Forsteinsatzlager Schönfelde. Am 19. April 1943 wurde er mit dem 27. Transport nach Auschwitz deportiert. Ein weiterer Stolperstein befindet sich in Hamburg-Eppendorf. |               |
| 83  | Mathilde Stern              | Flurstr. 4 ⊙                     | Hier wohnte Mathilde Stern Jg. 1876 deportiert 1941 Łódź ermordet 8.12.1941 |      | Mathilde Stern wurde am 4. November 1876 in Geysa (Thüringen) geboren und kam im Jahre 1900 über Amsterdam nach Solingen. Gemeinsam mit ihrem Schwager Hermann Friedberger und dessen Angehörigen wurde sie nach Lodz deportiert, wo sie am 8. Dezember 1941 umgekommen ist. |               |
| 84  | Paul Happe                  | Mangenberger Str. 111 ⊙          | Hier wohnte Paul Happe Jg. 1904 'Schutzhaft' 1933 1937 Emslandlager Tot an Haftfolgen 5.1.1942                                                                                    |      | |               |
| 85  | Werner Kolb                 | Mangenberger Str. 225 ⊙          | Hier wohnte Werner Kolb Jg. 1919 verhaftet 1941 Wehrsabotage Gefängnis Torgau Ermordet 22.5.1942 Stutthof                                                                         |      | Werner Kolb wurde am 28. Oktober 1919 in Höhscheid geboren. Nach seiner Schulzeit absolvierte er die Ausbildung des Dachdeckers. Danach leistete er ab 1. Januar 1940 seinen Reichsarbeitsdienst bei der Kriegsmarine in Wesermünde (heute Bremerhaven) ab. Kurz vor dem Ablauf von 6 Monaten wird er wegen Kameradendiebstahles zu 4 Monaten Gefängnis verurteilt. Nach erneutem Dienstantritt ist er mehrfach erneut aufgefallen und wurde zur Kriegssonderabteilung Ost versetzt. Nach seiner Entlassung wird er der Gestapo in Danzig überstellt. Am 28. Oktober 1941 wird er auf Grund von „Wehrsabotage“ ins Konzentrationslager Stutthof eingeliefert. Er verstarb dort am 22. Mai 1942. |               |
| 88  | Paul Schürmann              | Goerdelerstr. vor Parkhaus ⊙     | Hier wohnte Paul Schürmann Jg. 1903 Verhaftet Zuchthaus Lüttringhausen 1943 Buchenwald Ravensbrück ermordet 5.12.1943 Buchenwald/Dora                                             |      | Paul Schürmann war Mitglied der KPD und wurde 1941 in Schutzhaft genommen und am 20. März 1943 wegen Begünstigung von Zwangsarbeitern verhaftet. Er wurde am 12. Mai 1943 als politischer Häftling aus dem Zuchthaus Lüttringhausen über Karlshagen/Peenemünde am 13. Oktober 1943 in das Konzentrationslager Buchenwald deportiert. Am 5. Dezember 1943 wurde er dort ermordet. |               |
| 92  | Siegfried Oesterreicher     | Eisenstr. 1 ⊙                    | Hier wohnte Siegfried Oesterreicher Jg. 1878 eingewiesen 1939 Jacoby'sche Anstalt Bendorf-Sayn deportiert 1942 Izbica ermordet                                                    |      | Siegfried Oesterreicher wurde am 25. Juli 1878 in Wien geboren. Er war wohnhaft in Bendorf und Solingen. Am 15. Juni 1942 wurde er in das Vernichtungslager Sobibor deportiert. |               |
| 93  | Heinrich Bipper             | Josefstr. 1a ⊙                   | Hier wohnte Heinrich Bipper Jg. 1903 'Schutzhaft' 1935 Eingewiesen 1936 Heilanstalt Galkhausen Zwangssterilisiert 'verlegt' Hadamar ermordet 9.5.1941                             |      | Mitglied der KPD, 1935 2 Mal in Schutzhaft, Juni 1936 wegen „Schizophrenie“ in die Heil- und Pflegeanstalt Galkhausen. 16. Juni 1937 Zwangssterilisierung angeordnet ermordet 9. Mai 1941 in Hadamar |               |
| 98  | Maximillian Oesterreicher   | Wupperstraße 1 ⊙                 | Hier wohnte Maximillian Oesterreicher Jg. 1882 'Schutzhaft' 1938 gedemütigt/entrechtet Flucht in den Tod 19.9.1941                                                                |      | Maximillian Oesterreicher wurde am 5. September 1882 in Wien geboren. 1938 wurde er an einem unbekannten Ort inhaftiert. Am 19. Oktober 1941 wählte er den Freitod. |               |
| 101 | Josef Levy                  | Malteserstr. 27 ⊙                | Hier wohnte Josef Levy Jg. 1901 'Schutzhaft' 1938 Sachsenhausen deportiert 1942 ermordet in Auschwitz                                                                             |      | Josef Levy wurde am 25. November 1901 in Bitburg geboren. Er war wohnhaft in Bitburg, Langerwehe und Solingen. Vom 25. November bis zum 2. Dezember 1938 wurde er im KZ Sachsenhausen inhaftiert. Am 28. August 1942 wurde er von Drancy ins KZ Auschwitz deportiert. Sein weiteres Schicksal ist unbekannt. Er wurde für tot erklärt. |               |
| 102 | Max Waltuch                 | Felder Str. 16 ⊙                 | Hier wohnte Dr. Max Waltuch Jg. 1900 Berufsverbot 1933 Flucht 1933 Frankreich USA überlebt 15. Mai 1933 Flucht über Frankreich in die USA Städt. Assistenzarzt, ASB               |      | Max Waltuch wurde 1900 geboren. Auf Grund seiner politischen Aktivitäten wurde dem Assistenzarzt des Arbeiter-Samariter-Bund 1933 ein Berufsverbot auferlegt, daraufhin floh er über Frankreich in die USA und überlebte. |               |
| 103 | Hermann Hoffmann            | Weyersberger Str. 5 ⊙            | Hier wohnte Hermann Hoffmann Jg. 1887 'Schutzhaft* 1938 Sachsenhausen Deportiert 1942 Theresienstadt ermordet 11.9.1942                                                           |      | Hermann Hoffmann wurde am 9. Januar 1887 in Neuenkirchen im Kreis Steinfurt geboren. Er war wohnhaft in Solingen und Oestinghausen. Bis zum 12. Januar 1939 wurde er im KZ Sachsenhausen inhaftiert und wurde am 29. Juli 1942 mit dem Transport X/1, č. 498 ab Dortmund in das Ghetto Theresienstadt deportiert. Dort wurde er am 11. September 1942 ermordet. |               |
| 104 | Antonia Gruenhut            | Kölner Str. 101 ⊙                | Hier wohnte Antonia Krauss verh. Gruenhut Jg. 1884 Deportiert 1942 Riga ermordet                                                                                                  |      | Antonia Grünhut geb. Krauss wurde am 19. Juni 1884 in Solingen geboren. Ihre Eltern waren Marianne Krauss, geb. Tobak (30. November 1850 in Zevenaar – 26. Februar 1926 in Düsseldorf) und Philipp Krauss (18. Juni 1846 in Jászlocz – 11. Juni 1913 in Solingen). Sie hatte einen Bruder, Bernhard, und drei Schwestern, Regina, Betty und Erna, von denen nur Erna das NS-Regime überlebte. Am 4. März 1913 heiratete Antonia den aus Wien stammenden Moritz Grünhut und zog wenig später, am 30. März 1913, zu ihrem Mann nach Wien. Nach der Annexion Österreichs an das sogenannte Dritte Reich musste sie gemeinsam mit ihrem Mann den langjährigen Wohnsitz verlassen und kam in eine Sammelwohnung in der Lilienbrunngasse 5/8 in der Leopoldstadt. Am 6. Februar 1942 wurde das Ehepaar in achttägiger Reise nach Riga deportiert, wo beide vom NS-Regime ermordet wurden. Für Antonia Grünhut wurde auch in Wien-Währing ein Erinnerungsstein verlegt. Das Ehepaar Antonia und Moritz Grünhut musste zumindest ein Kind gehabt haben, welches dem NS-Regime rechtzeitig entkommen konnte, da bei der Eröffnung des Wiener Erinnerungssteins zwei Enkeltöchter anwesend waren, Zehava Shlam und Gadi Grunhut. |               |
| 105 | Regina Vasen                | Kölner Str. 101 ⊙                | Hier wohnte Regina Kraus verh. Vasen Jg. 1879 Deportiert 1941 Riga ermordet |      | Regina Kraus wurde am 13. Oktober 1880 in Solingen geboren und wohnte in Hamburg. Am 6. Dezember 1941 wurde sie von Hamburg in das KZ Jungfernhof bzw. Ghetto Riga deportiert. |               |
| 106 | Betty Kraus                 | Kölner Str. 101 ⊙                | Hier wohnte Betty Kraus Jg. 1887 Deportiert 1941 Minsk ermordet |      | Betty Kraus wurde am 15. März 1887 in Solingen geboren und war wohnhaft in Düsseldorf. Von Düsseldorf wurde sie am 10. November 1941 in das Ghetto Minsk deportiert. |               |
| 107 | Erna Watermann              | Kölner Str. 101 ⊙                | Hier wohnte Erna Krauss verh. Watermann Jg. 1894 Flucht Belgien Interniert Mechelen befreit/überlebt                                                                              |      | |               |
| 111 | Adolf Cohn                  | Breidbacher Tor 2 ⊙              | Hier wohnte Adolf Cohn Jg. 1882 deportiert 1943 Theresienstadt 1944 Auschwitz ermordet                                                                                            |      | Adolf Cohn wurde am 27. Juni 1882 in Braunschweig geboren und kam über Hamburg und Frankfurt am Main 1914 nach Solingen und war dort ab 1925 stellvertretender Repräsentant der Solinger jüdischen Gemeinde. Er wurde am 7. Mai 1943 ab Hamburg in das Ghetto Theresienstadt deportiert. Am 9. Oktober 1944 wurde er nach Auschwitz deportiert. Ein weiterer Stolperstein liegt in Hamburg-Rotherbaum. |               |
| 112 | Karl Braun                  | Baumstraße 39 ⊙                  | Hier wohnte Karl Braun Jg. 1906 Als asozial stigmatisiert 'Sicherheitsverwahrung' 1944 Mauthausen 'verlegt' 5.6.1944 Hartheim ermordet 5.6.1944 „Tötungsanstalt“ Schloss Hartheim |      | Karl Braun wurde 1906 geboren und war wohnhaft in Solingen. Am 23. März 1944 wurde er aus der Sicherheitsverwahrung in das KZ Mauthausen deportiert. Er wurde am 5. Juni 1944 in der Tötungsanstalt Schloss Hartheim ermordet. |               |
| 113 | Ernst Müller                | Kasinostr. 10 ⊙                  | Kasinostraße 10 wohnte Ernst Müller Jg. 1920 zwangssterilisiert 1937 eingewiesen 1939 Heilanstalt Galkhausen verlegt 23.5.1941 Bernburg Saale ermordet 23.5.1941 'Aktion T4'      |      | Ernst Müller wurde 1920 geboren und war wohnhaft in Solingen. Er wurde 1937 zwangssterilisiert und 1939 in die Heilanstalt Galkhausen eingewiesen. Nach der Deportation in die Tötungsanstalt Bernburg wurde er dort am 23. Mai 1941 ermordet. |               |
| 114 | Heinrich Steiner            | Felder Str. 37/39 ⊙              | Hier arbeitete Heinrich Steiner Jg. 1908 'Schutzhaft' 1933 Kemna, Börgermoor entlassen 1934 1942 Stutthof ermordet 7.8.1942                                                       |      | Heinrich Steiner wurde 1908 geboren. Er war in den Polizeipräsidien Solingen und Remscheid als Polizeiwachtmeister tätig. Er gehörte dem Reichsbanner und der SPD an. Im wurde „Beeinflussung der Polizeibeamten im marxistischen Sinne“ vorgeworfen und daraufhin am 15. August 1933 bis zum 4. April 1934 im Konzentrationslager Kemna und danach im Konzentrationslager Börgermoor in „Schutzhaft“ genommen. Durch das Gesetz zur Wiederherstellung des Berufsbeamtentums wurde er am 30. Januar 1934 aus dem Polizeidienst entlassen. Am 24. Juli 1936 verurteilte ihn das Oberlandesgericht Hamm wegen Spionages zu zwei Jahren Gefängnis. Er wurde später in das Konzentrationslager Stutthof deportiert und dort am 7. August 1942 ermordet. Vor dem Polizeipräsidium Remscheid ist ein weiterer Stolperstein für ihn verlegt. |               |
| 115 | Paul Plömacher              | Lindenstraße 20 ⊙                | Hier wohnte Paul Plömacher Jg. 1884 verhaftet 1940 als asozial stigmatisiert „Arbeitslager“ Brauweiler 1940 Sachsenhausen ermordet 16.10.1941                                     |      | Paul Plömacher wurde am 10. Juni 1884 in Solingen geboren. Er wurde im „Arbeitslager“ Brauweiler inhaftiert und von dort in das Konzentrationslager Sachsenhausen deportiert, wo er als Häftling 33371 am 16. Oktober 1941 ermordet wurde. |               |
| 116 | Ernst Hartkopf              | Kotten 4 ⊙                       | Hier wohnte Ernst Hartkopf Jg. 1907 mehrfach Arbeitslager und Vorbeugehaft verstorben 15.1.1943 KZ Dachau                                                                         |      | Ernst Hartkopf wurde am 15. Februar 1907 in Solingen geboren und war wohnhaft in der Gottenstraße 4. Nach mehreren Festnahmen und in verschiedenen Arbeitslagern und weiterer Vorbeugehaft wurde er am 15. November 1942 über Sachsenhausen in das Konzentrationslager Dachau deportiert, wo er am 15. Januar 1943 ermordet wurde. |               |
| 117 | Gottfried Heinrich Irsen    | Katternbergerstr. 202a ⊙         | Hier wohnte Gottfried Heinrich Irsen Jg. 1904 verhaftet 1937 verurteilt § 175 Vorbeugehaft 1942 Sachsenhausen 'Aktion Klinker' ermordet 5.7.1942                                  |      | Gottfried Heinrich Irsen wurde am 22. September 1904 in Höhscheid geboren. Seine Lebensweise als Homosexueller brachten ihm zahlreiche Probleme. Er wurde in das Konzentrationslager Sachsenhausen deportiert, wo er als Häftling 42322 am 5. Juli 1942 ermordet wurde. |               |
| 118 | Albert Müller               | Potsdamer Str. 9 ⊙               | Hier wohnte Albert Müller Jg. 1891 Im Widerstand/KPD seit 1933 mehrfach verhaftet zuletzt 15.8.1944 Sachsenhausen befreit                                                         |      | Albert Müller wurde am 27. Juli 1891 in Solingen geboren. Er absolvierte eine Ausbildung zum Schlosser und war viele Jahre Vorsitzender der Freien Schulgesellschaft. Nach der „Machtergreifung“ durch die Nationalsozialisten, kandidierte er für die KPD für die Solinger Stadtverordnetenversammlung. Er wohnte im Haus Potsdamer Straße 3 in dem die SA untergebracht gewesen ist, was zu zahlreichen Schikanierungen führte. Von März 1933 bis Ende April 1935 wurde er unter anderem im Konzentrationslager Börgermoor in Schutzhaft genommen und als „Moorsoldat“ eingesetzt. Ab 1937 im Konzentrationslager Sachsenhausen inhaftiert. Erneut verhaftet wurde er am 15. August 1944 wegen Verdächtigung auf Kontakte zu den Verschwörern des Attentats vom 20. Juli gegen Hitler. Nach der Übernahme durch die US-amerikanischen Truppen wurde Müller durch die britische Militärregierung als Oberbürgermeister bis zur ersten freien Kommunalwahl im Oktober 1946 eingesetzt. |               |
| 119 | Erna Rüppel                 | Augustastr. 10 ⊙                 | Hier wohnte Dr. Erna Rüppel geb. Marcus Jg. 1895 Berufsverbot 1935 1942 untergetaucht mit falschen Papieren überlebt in München                                                   |      | Dr. Erna Rüppel wurde am 11. Februar 1895 in Barmen geboren, sie praktizierte in Solingen als Kinderärztin. Ab Ende 1933 hatten Erna Rüppel und ihr Mann Hans, ebenfalls ein Arzt, ihre Praxen in der Auguststr. 10, wo sie auch wohnten. 1938 verlor sie ihre Approbation und ließ sich zum Schein von ihrem Mann scheiden. Anschließend wirkte sie bis 1942 als Krankenbehandlerin im jüdischen Krankenhaus in Köln. Sie konnte vor ihrer Deportation nach Theresienstadt fliehen und überlebte unter falscher Identität in München. Nach dem Krieg arbeitete sie wieder in der Augustastraße 10. |               |
| 120 | Eduard Schott               | Birkenweiher 43 ⊙                | Hier arbeitete Dr. Eduard Schott Jg. 1886 Berufsverbot 1935 'Schutzhaft' 1938 Gefängnis Solingen Flucht 1939 USA                                                                  |      | |               |
| 121 | Emil Kronenberg             | Katternberger Straße 24 ⊙        | Hier wohnte Dr. Emil Kronenberg Jg. 1864 Deportiert 1944 Theresienstadt befreit                                                                                                   |      | Emil Kronenberg |               |
| 122 | Adele Kronenberg            | Katternberger Straße 24 ⊙        | Hier wohnte Adele Kronenberg geb. Becker Jg. 1871 gedemütigt/entrechtet tot 22.10.1943                                                                                            |      | |               |
| 124 | Paul S. Feist               | Katternberger Straße 37 ⊙        | Hier wohnte Dr. Paul S. Feist Jg. 1900 Flucht 1938 USA |      | | 13. März 2022 |
| 125 | Emelie Feist                | Katternberger Straße 37 ⊙        | Hier wohnte Emelie Feist geb. Fleck Jg. 1876 Flucht 1940 Belgien mit Hilfe überlebt                                                                                               |      | | 13. März 2022 |
| 126 | Hilde Feist                 | Katternberger Straße 37 ⊙        | Hier wohnte Hilde Feist geb. Kahn Jg. 1910 Flucht 1938 USA |      | | 13. März 2022 |
| 127 | Siegfried Feist             | Katternberger Straße 37 ⊙        | Hier wohnte Siegfried Feist Jg. 1862 'Schutzhaft' 1938 Gefängnis Solingen Flucht 1940 Belgien Tot 30.12.1943 Antwerpen                                                            |      | | 13. März 2022 |
| 128 | Alfred Feist                | Kölner Straße 18 ⊙               | Hier wohnte Alfred Feist Jg. 1868 Schutzhaft‘ 1938 Gefängnis Solingen Flucht 1939 Portugal                                                                                        |      | | 13. März 2022 |
| 129 | Rosa Feist                  | Kölner Straße 18 ⊙               | Hier wohnte Rosa Feist geb. Strauss Jg. 1884 Flucht 1939 Portugal |      | | 13. März 2022 |
| 130 | Heinz Henrique Feist        | Kölner Straße 18 ⊙               | Hier wohnte Heinz Henrique Feist Jg. 1906 Flucht 1939 Portugal |      | | 13. März 2022 |
| 131 | Maria Matilde Feist         | Kölner Straße 18 ⊙               | Hier wohnte Maria Matilde Feist geb. Del-Negro Jg. 1908 Flucht 1939 Portugal |      | | 13. März 2022 |
| 132 | Paul Happel                 | Bismarckstr. 3a ⊙                | Hier wohnte Paul Happel Jg. 1905 Einweisung 1936 Heilanstalt Grafenberg Zwangssterelisiert 1937 'Verlegt' 5.5.1941 Hadamar Ermordet 5.5.1941 'Aktion T4'                          | abc  | | 11. Mai 2022  |
|     | Carl Gustav Coppel          | Kurfürstenstr. 8 ⊙               | Hier wohnte Carl Gustav Coppel Jg. 1857 gedemütigt/entrechtet Firma 1936 'arisiert' Flucht in den Tod 25. Sept. 1941                                                              |      | | 4. Juni 2024  |
|     | Hedwig Coppel               | Kurfürstenstr. 8 ⊙               | Hier wohnte Hedwig Coppel geb. Lippmann Jg. 1863 gedemütigt/entrechtet tot 20. Aug. 1941                                                                                          |      | | 4. Juni 2024  |
|     | Dr. Paul Berkenau           | Kirchstraße 2 ⊙                  | Hier wohnte Dr. Paul Berkenau Jg. 1890 Flucht 1939 England |      | | 4. Juni 2024  |
|     | Erika Berkenau              | Kirchstraße 2 ⊙                  | Hier wohnte Erika Berkenau geb. Scharfenberg Jg. 1902 Flucht 1939 England |      | | 4. Juni 2024  |
|     | Günther Berkenau            | Kirchstraße 2 ⊙                  | Hier wohnte Günther Berkenau Jg. 1924 Flucht 1937 England |      | | 4. Juni 2024  |
|     | Susanne Berkenau            | Kirchstraße 2 ⊙                  | Hier wohnte Susanne Berkenau Jg. 1927 Flucht 1939 England |      | | 4. Juni 2024  |
|     | Carl Paul Rotthaus          | Kasernenstr. 17 ⊙                | Hier wohnte Carl Paul Rotthaus |      | | 4. Juni 2024  |